# Enetea apatellata
Enetea apatellata is een spinnensoort uit de familie trilspinnen (Pholcidae). De soort komt voor in Bolivia. 